# Golfclub De Hooge Bergsche
Golfclub de Hooge Bergsche is een Nederlandse golfclub. Haar leden spelen op golfbaan De Rottebergen in Bergschenhoek in de provincie Zuid-Holland.
De golfbaan ligt langs de rivier de Rotte in het recreatiegebied Rottemeren en is aangelegd op een enorme puinberg in de polder. Golfbaanarchitect Gerard Jol heeft in 1989 in opdracht van Exploitatiemaatschappij De Rotte Bergen van dit landschap een gevarieerde 18 holes golfbaan gemaakt. Het clubhuis is ontworpen door de architect Gunnar Daan. De Rottebergen / Hooge Bergsche is aangesloten bij de NGF en heeft de A-status.

## Bekende leden
- Joost Luiten
- Liz Weima